# Меланком Карійський
Меланком Карійський (*Μελανκόμας ο Κάριος, д/н — бл. 70) — давньогрецький атлет, переможець античних Олімпійських ігор.

## Життєпис
Походив з Карії. Ймовірно був елінізованим карійцем. Більша частина життя Меланкома невідома. Мав величезну силу. Відомий насамперед завдяки своїй техніці: спочатку поєдинку він не завдавав своїм противникам жодного удару, але не підпускав їх близько до себе, тримаючи весь час руки витягнутими перед собою. У напад він переходив тільки тоді, коли його суперник втомлювався від тривалих і марних атак. Або намагаючись завдати йому удар, противники втрачали самовладання і або падали під впливом інерції власного тіла (що зараховувалося як поразка) або повністю вимотувалися і виходили з бою. Втім низка дослідників висловлюють сумнів в цьому з огляду на правила в давньогрецькому боксі, які забороняли відсутність контакту.
У 49 році виграв 209-ті Олімпійські ігри з боксу (пигмахії). Про інші змагання за його участі нічого невідомо. Тому низка дослідників висловлюють сумнів в існуванні Мелакома як такого. Проте його згадують античні письменники і красномовці Фемістій та Діон Златоуст.
Згідно з Фемістієм Меланком був коханцем імператора Тита. Діона Злоатоуст описував цього атлета як ідеальну людину і спортсмена. Златоуст хвалить його атлетизм, гарний зовнішній вигляд і хоробре серце.
Меланком помер у молодому віці в Неаполі.